# Santiago Cañizares
José Santiago Cañizares Ruiz (sinh ngày 18 tháng 12 năm 1969 ở Puertollano, Ciudad Real) là một cựu thủ môn bóng đá Tây Ban Nha.

## Tiểu sử
Cañizares bắt đầu sự nghiệp tại câu lạc bộ với Real Madrid năm 1988, ban đầu chơi với Real Madrid B. Sau đó anh chơi với Mérida UD và Celta Vigo, trước khi quay lại Real Madrid vào năm 1994. Cañizares đã chuyển đến Valencia năm 1998 để thay thế Andoni Zubizarreta, và ở lại đó từ thời điểm này. Anh đã góp phần giúp câu lạc bộ vào hai trận chung kết liên tục ở Champions League năm 2000 và 2001 và các danh hiệu La Liga năm 2002 và 2004.

## Đội tuyển quốc gia
Cañizares nằm trong đội Tây Ban Nha 46 lần kể từ năm 1993. Tuy nhiên, anh luôn là thủ môn lựa chọn số 2 và chỉ chơi 5 trận quốc tế quan trọng: một trong World Cup 1994, 3 trong Euro 2000 (là đợt duy nhất anh là thủ môn lựa chọn thứ nhất) và một ở trong World Cup 2006. Anh là một thành viên tại Euro 96, World Cup 1998, Euro 2004, và World Cup 2006 nhưng đã không chơi phía sau Andoni Zubizarreta trong thập niên 1990 và Iker Casillas trong năm 2004. Cañizares là lựa chọn đầu tiên trong đội tuyển giành huy chương vàng tại giải Thế vận hội 1992 ở Barcelona.

## Các giải thưởng

### Real Madrid
- La Liga 1994-95, 1996-97
- UEFA Champions League 1997-1998
- Spanish Super Cup 1997

### Valencia
- La Liga 2001-02, 2003-04
- Spanish Cup 1998-1999
- Spanish Super Cup 1999
- UEFA Cup 2003-2004
- European Super Cup 2004..

### Celta Vigo
- Zamora